# Mes mains sur tes hanches
Singles de Salvatore Adamo
La nuit
(1965) J'aime
(1965)
Mes mains sur tes hanches est une chanson d'Adamo, sortie en 1965. 
Elle entre au hit-parade en juin et atteint la première place le mois suivant. Elle s'est écoulée à plus de 600 000 exemplaires en France.
Cette chanson fait partie des succès du chanteur dans cette période, comme Tombe la neige ou Vous permettez, Monsieur.

## Postérité
Le titre de la chanson donne le titre d'un film de Chantal Lauby, Laisse tes mains sur mes hanches sorti en 2003.
En 2008, le titre est repris en duo avec Julien Doré sur l'album hommage à Adamo, Le Bal des gens bien.